# Djukbinj National Park
Djukbinj National Park är en nationalpark i Australien.   Den ligger i delstaten Northern Territory, i den norra delen av landet, 3 100 km nordväst om huvudstaden Canberra. Djukbinj National Park ligger 9 meter över havet.
Omgivningarna runt Djukbinj National Park är huvudsakligen savann. Savannklimat råder i trakten. Årsmedeltemperaturen i trakten är 25 °C. Den varmaste månaden är oktober, då medeltemperaturen är 30 °C, och den kallaste är juni, med 22 °C. Genomsnittlig årsnederbörd är 1 732 millimeter. Den regnigaste månaden är januari, med i genomsnitt 436 mm nederbörd, och den torraste är juni, med 1 mm nederbörd.